# Порожнина таза
Порожнина таза (лат. cavitas pelvis) — порожнина тіла, обмежена кістками таза. Обмежена зверху межею верхньої апертури таза, знизу — тазовим дном.
Тазова порожнина містить переважно органів репродуктивної системи, сечовий міхур, сигмоподібну і пряму кишку. У жінок простір між прямою кишкою і сечовим міхуром займають матка й вагіна. Пряма кишка розташована в задній частині порожнини, у вигині крижів і куприка; сечовий міхур — попереду, за лобковим симфізом. Порожнина таза також містить великі артерії, вени, м'язи і нерви. Всі ці структури перебувають у досить тісному просторі, тому розлади одних органів можуть справляти вплив на стан сусідніх: наприклад, закреп перевантажує пряму кишку і тисне на сечовий міхур; пологи можуть пошкодити соромітні нерви і пізніше призвести до слабкості анального сфінктера.

## Будова
Тазова порожнина має передньонижню, задню і дві бокові тазові стінки, а також нижню стінку, що частіше називається тазовим дном. Парієтальний шар очеревини прикріплюється до стінок тазової порожнини і до стінки живота.

### Малий таз
Малий таз (pelvis minor, cavum pelvis), також іменований «справжнім тазом» — простір, обмежений знизу нижньою апертурою таза (apertura pelvis inferior) і тазовою діафрагмою, з боків тазовим поясом і зверху межевою лінією (linea terminalis) верхньої апертури таза (apertura pelvis superior). Межеву лінію утворюють мис (promontrorium) і дугоподібні лінії (lineae arcuatae) клубових кісток, гребені лобкових кісток і верхній край лобкового симфіза. Являє собою короткий вигнутий канал, глибший у задній частині. Саме тут розташована тазова порожнина sensu stricto, але іноді до неї включають також розташований над верхньою апертурою великий таз.
Спереду й знизу малий таз обмежений лобковим симфізом і верхніми гілками лобкової кістки, зверху і ззаду — крижами й куприком, латерально — широкою гладкою чотирикутною кістковою ділянкою, що відповідає внутрішнім поверхням тіла і верхніх гілок сідничних кісток і частково клубових під дугоподібною лінією.
| верхня межа: межева лінія верхньої апертури таза |                                        |                               |
| задня межа: крижі, куприк                        | бокові межі: внутрішній затульний м'яз | передня межа: лобковий симфіз |
| нижня межа: діафрагма таза                       |                                        |                               |

Малий таз містить у собі сигмоподібну кишку, пряму кишку, сечовий міхур з нижньою частиною сечоводів і деякі статеві органи. Пряма кишка розташована в задній частині, у вигині крижів і куприка; сечовий міхур — у передній, за лобковим симфізом. Матка і вагіна займають простір між прямою кишкою і сечовим міхуром.
У малому тазі також розташовані нутрощеві тазові нерви, утворені 2-4 парами крижових нервів (S2-S4).

### Великий таз
Великий таз (pelvis major), також називаний «несправжнім тазом» — простір, розташований у тазовому поясі вище і допереду межевої лінії верхньої апертури таза. Він обмежений з обох боків клубовими кістками; спереду не має чіткої межі, являючи собою проміжок між передніми остями клубових кісток, заповнений м'язами і фасціями передньої стінки живота; за ним між основою крижів і клубовими кістками є глибокі виїмки, заповнені груднопоперековою фасцією і пов'язаними з нею м'язами.
Великий таз здебільшого розглядається як частина черевної порожнини, рідше — частиною тазової, деякі виділяють його в окрему черевнотазову порожнину.
Великий таз підтримує кишечник (зокрема, клубову і сигмоподібну кишки) і переносить частину їхньої ваги на передню стінку живота.
Великий таз містить стегновий нерв, який утворюють 2-4 пари поперекових нервів (L2-L4).

### Зв'язки
| Зв'язка                        | Проксимальний кінець | Дистальний кінець                            |
| широка зв'язка матки           | матка                | бік таза                                     |
| * брижа яєчника                | яєчник               |                                              |
| * дуплікатура очеревини        | фаллопієва труба     | широка зв'язка матки                         |
| * мезометрій                   |                      |                                              |
| кардинальна зв'язка матки      | шийка матки і вагіна | тазові стінки                                |
| зв'язка яєчника                | яєчник               | матка                                        |
| кругла зв'язка матки           | яєчник               | йде через пахвинний канал, доходить до лобка |
| підтримувальна зв'язка яєчника | яєчник               | тазові стінки                                |

### Артерії
- Внутрішня клубова артерія
- Середня крижова артерія
- Яєчникова артерія

### Нерви
- Крижове сплетіння
- Нутрощеві тазові нерви
- Стегновий нерв (великий таз)

## Вимірювання
Таз можна класифікувати за чотирма основними типами, залежно від значень діаметрів і прямих розмірів (кон'югат) у верхній і нижній апертурах, а також значень діагональних діаметрів.
| Вимір                                                                                          | Початкова точка                                                | Прикінцева точка                                               | Значення           |
| ---------------------------------------------------------------------------------------------- | -------------------------------------------------------------- | -------------------------------------------------------------- | ------------------ |
| Прямий діаметр входу в малий таз                                                               | Лобковий симфіз                                                | Мис крижової кістки                                            | 11 см              |
| Поперечний діаметр входу в малий таз                                                           | Між крайніми латеральними точками входу                        | Між крайніми латеральними точками входу                        | 13–14 см           |
| Косий діаметр входу I                                                                          | Правий крижово-клубовий суглоб                                 | Ліве клубово-лобкове узвишшя                                   | 12-12,5 см         |
| Косий діаметр входу II                                                                         | Лівий крижово-клубовий суглоб                                  | Праве клубово-лобкове узвишшя                                  | 11,5–12 см         |
| Прямий діаметр вузької частини малого таза                                                     | Нижній край симфіза                                            | Кінчик куприка                                                 | 9,5–10 см          |
| Поперечний діаметр вузької частини малого таза                                                 | Між сідничними остями                                          | Між сідничними остями                                          | 10,5 см            |
| Прямий діаметр широкої частини малого таза                                                     | Середина лобкового симфіза                                     | З'єднання 2 і 3 крижових хребців                               | 12 см              |
| Поперечний діаметр широкої частини малого таза                                                 | Між серединами вертлюжних западин                              | Між серединами вертлюжних западин                              | 12 см              |
| Прямий діаметр виходу з малого таза                                                            | Нижній край лобкового симфіза                                  | Кінець куприка                                                 | 9,5–10 см          |
| Поперечний діаметр виходу з малого таза                                                        | Між сідничними горбами                                         | Між сідничними горбами                                         | 10–11 см           |
| Справжня, акушерська чи гінекологічна кон'югата (conjugata vera s. obstetrica s. gynecologica) | Лобковий симфіз                                                | Мис крижової кістки                                            | ~12 см             |
| Діагональна кон'югата (conjugata diagonalis)                                                   | Внутрішня лобкова зв'язка                                      | Мис крижової кістки                                            | 11,5–12 см         |
| Бокова кон'югата (conjugata lateralis)                                                         | Між передньо-верхніми і верхньо-задніми остями клубових кісток | Між передньо-верхніми і верхньо-задніми остями клубових кісток | >14,5-15 см        |
| Середня кон'югата (conjugata mediana)                                                          | Нижній край симфіза                                            | Нижній край крижів                                             | 11,5 см            |
| Міжостева відстань (distantia spinarum)                                                        | Між передньо-верхніми остями клубових кісток                   | Між передньо-верхніми остями клубових кісток                   | 25-27 см (у жінок) |
| Міжгребенева відстань (distantia cristarum)                                                    | Між найдальшими латеральними точками гребенів клубових кісток  | Між найдальшими латеральними точками гребенів клубових кісток  | 28-29 см (у жінок) |
| Зовнішня кон'югата (conjugata externa)                                                         | Надкрижова ямка                                                | Верхній край симфіза                                           | ~20 см             |
| Міжвертлюгова відстань (distantia trochanterica)                                               | Між великими вертлюгами                                        | Між великими вертлюгами                                        | 30-32 см           |

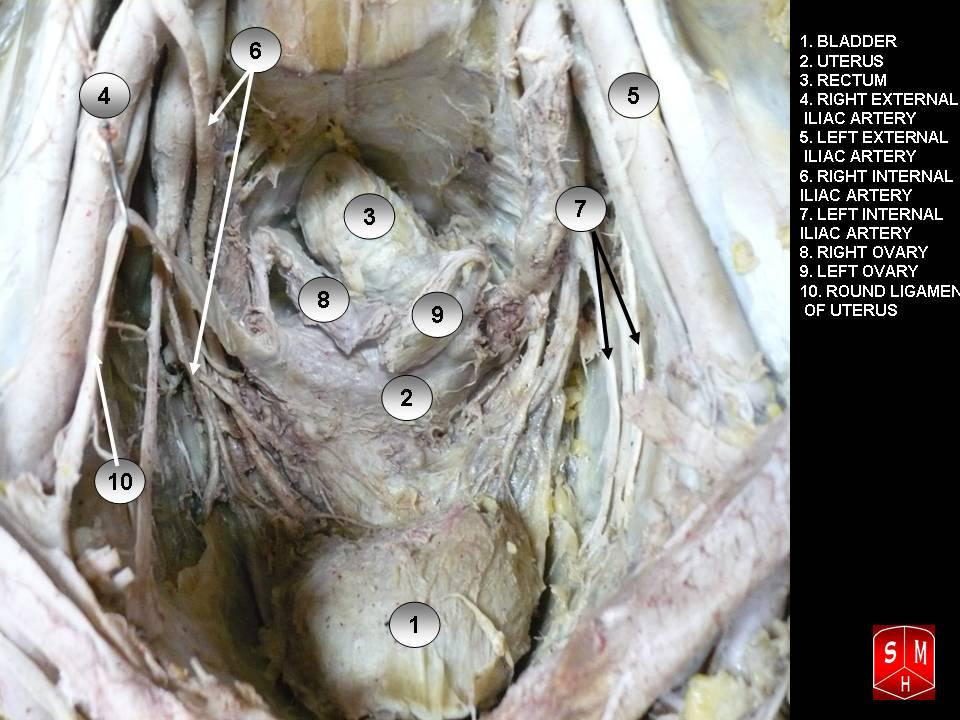
Порожнина жіночого таза

Вісь таза (axis pelvis) визначається як лінія, що з'єднує середини прямих діаметрів входу, виходу, широкої і вузької частин таза. По ній проходить плід пологовими шляхами.

## Зображення

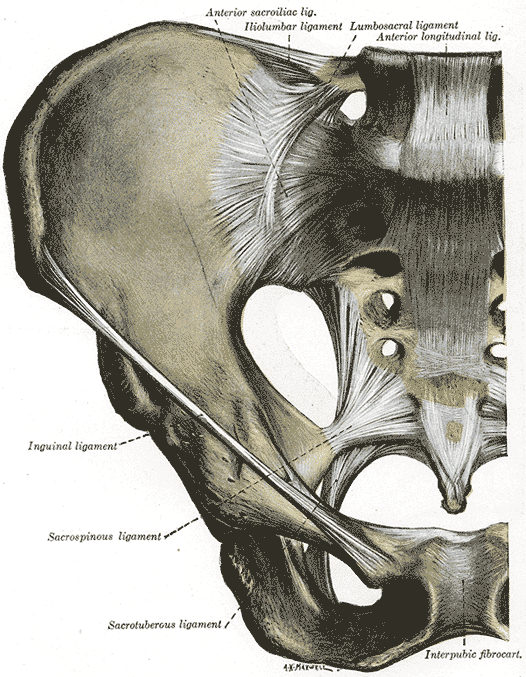
Зв'язки таза. Вигляд спереду.
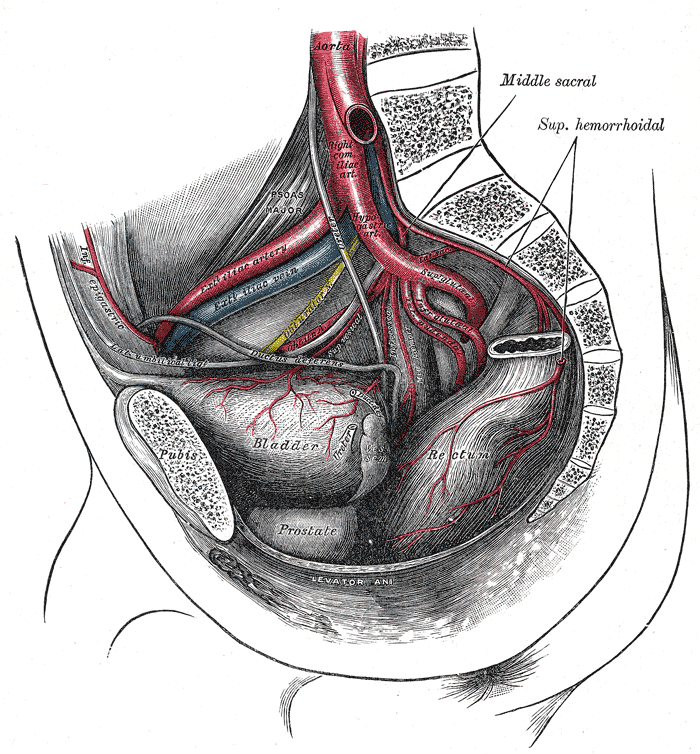
Артерії таза.
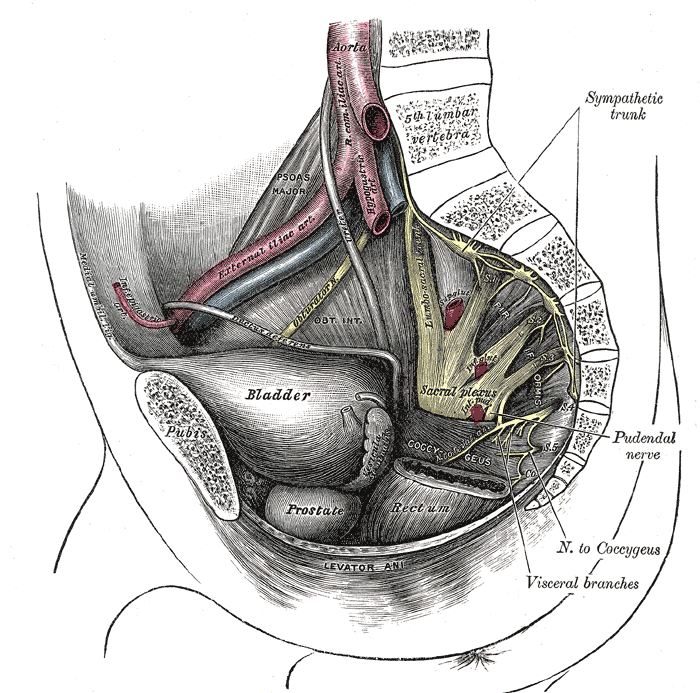
Розтин бокової стінки таза, що демонструє крижове і соромітне сплетіння.
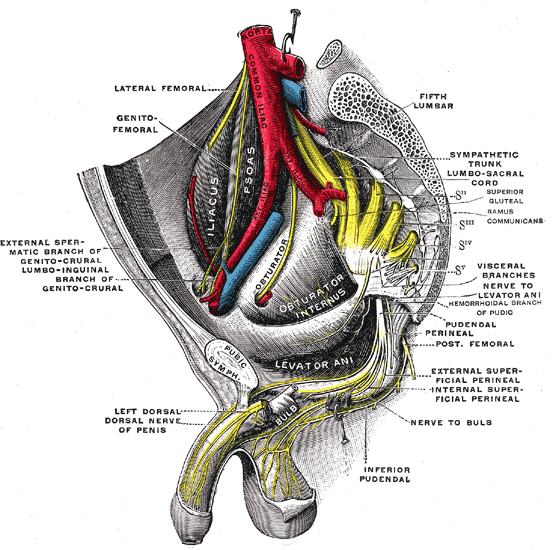
Крижове сплетіння праворуч.
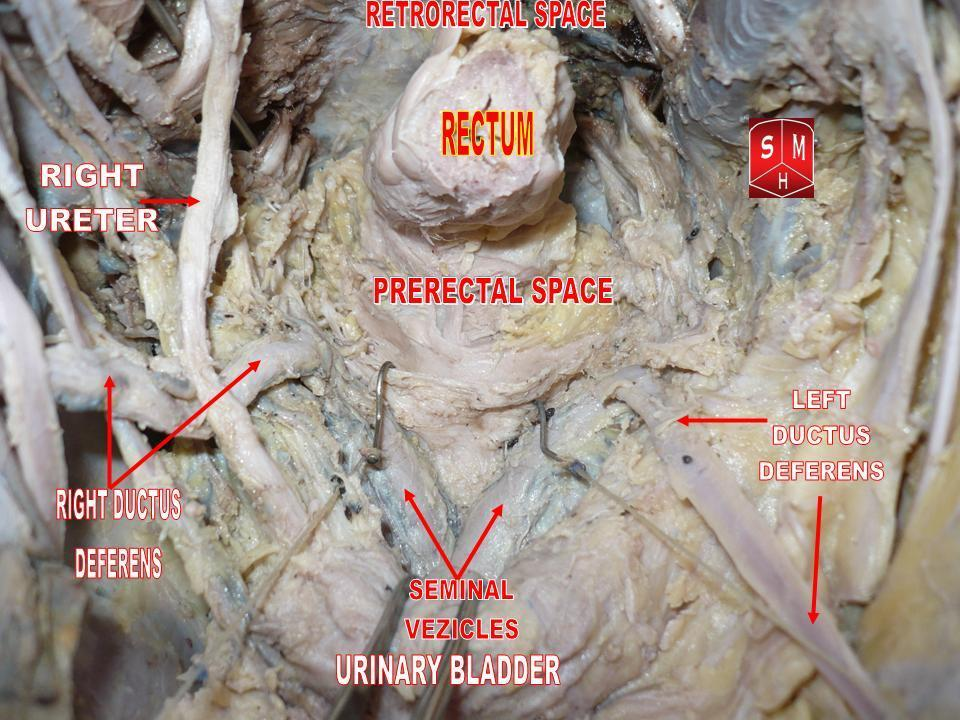
Порожнина таза в чоловіків
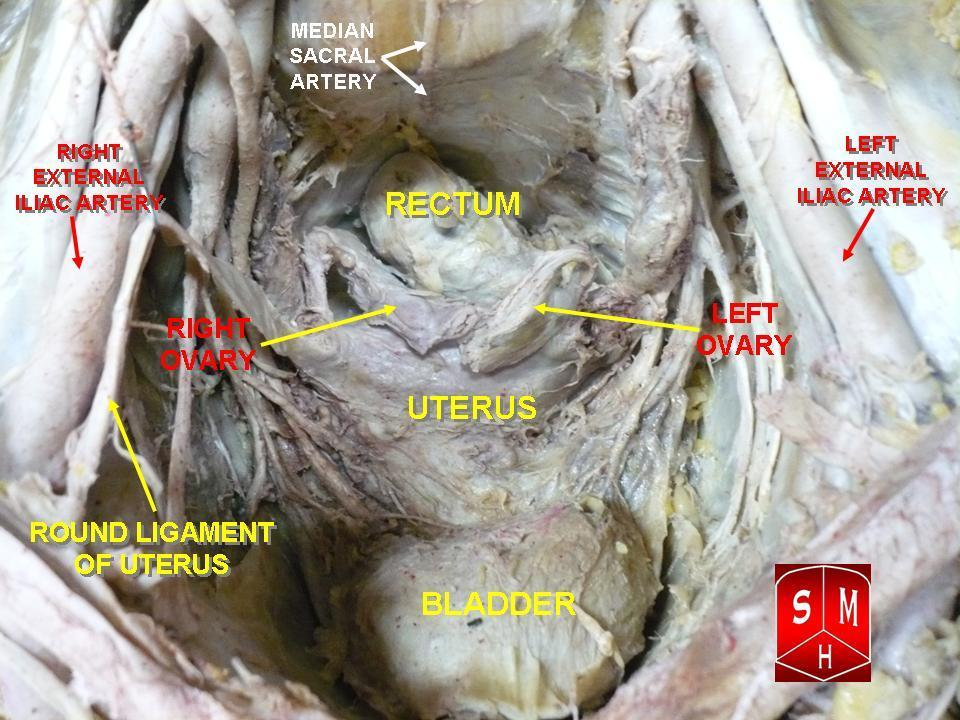
Порожнина таза в жінок
Латеральна проєкція порожнин людського тіла, з черевною і тазовою порожнинами.